# Triple Seis
Sammy Garcia, conocido como Triple Seis (nacido el 18 de julio en South Bronx)es un rapero de , Nueva York, de ascendencia dominicana. Fue miembro del grupo Terror Squad, liderado por Fat Joe y Big Pun. Triple Seis abandonó el grupo tras la muerte de este último, en el año 2000.
- Datos: Q6152841